# Larkspur (Colorado)
Larkspur es un pueblo ubicado en el condado de Douglas en el estado estadounidense de Colorado. En el año 2000 tenía una población de 234 habitantes y una densidad poblacional de 66,9 personas por km².

## Geografía
Larkspur se encuentra ubicado en las coordenadas 39°13′38″N 104°53′03″O / 39.22722, -104.88417.

## Demografía
Según la Oficina del Censo en 2000 los ingresos medios por hogar en la localidad eran de $43.750, y los ingresos medios por familia eran $55.625. Los hombres tenían unos ingresos medios de $36.528 frente a los $29.583 para las mujeres. La renta per cápita para la localidad era de $18.150. Alrededor del 8,4% de la población estaba por debajo del umbral de pobreza.